# Формула-1 — Гран-прі Канади

Траса Мотоспорт Парк

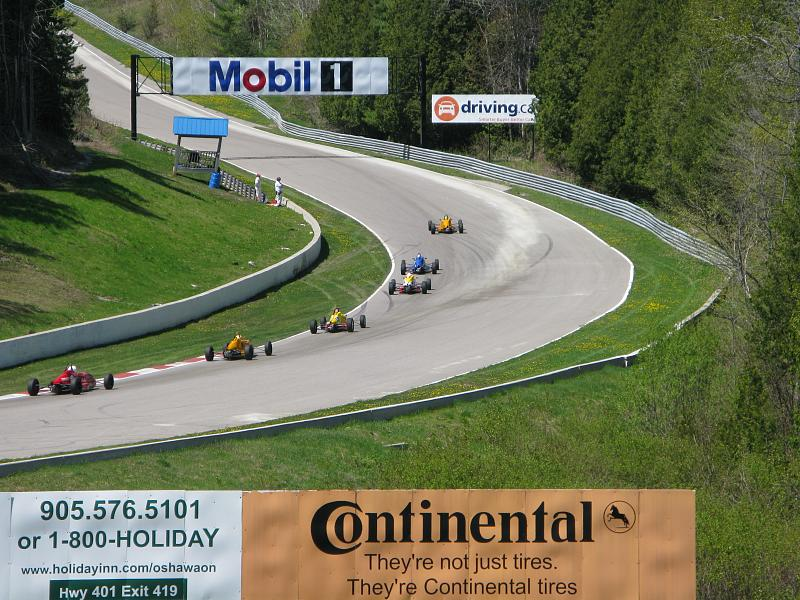
Боліди Formula Ford на Мотоспорт Парк

Траса Мон-Трамблан

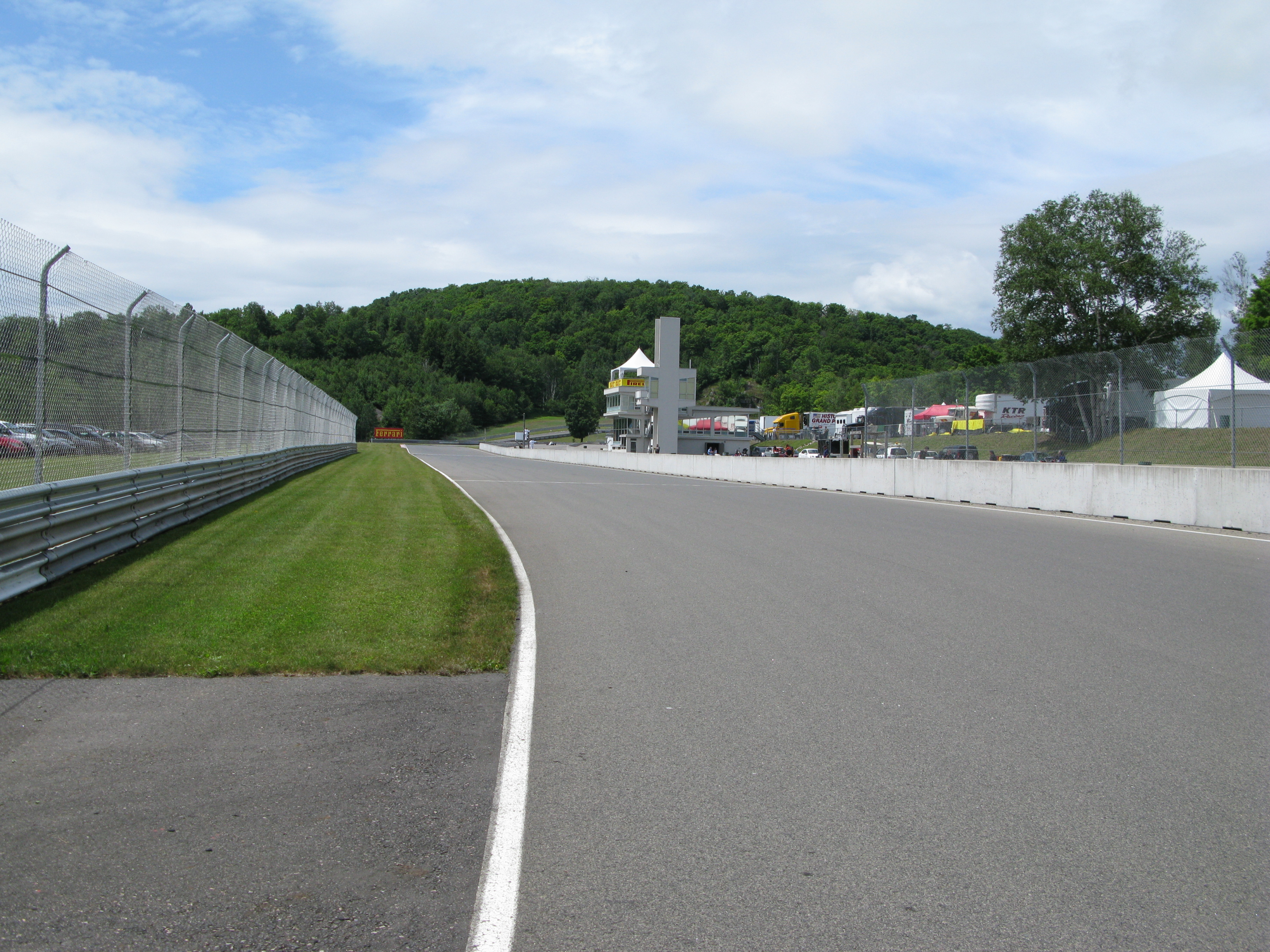
Ділянка траси Мон-Трамблан

Гран-прі Канади(анг. Canadian Grand Prix, фр. Grand Prix du Canada) — перегони Формули-1, проводиться на автодромі імені Жиля Вільнева, Монреаль, Канада. Включений в чемпіонат світу Формули-1 з сезону 1967 року (не був включений в чемпіонат: 1975, 1987 і 2009).

## Переможці Гран-прі Канади[1]

### Багаторазові переможці

#### Пілоти
Жирним шрифтом виділені пілоти, які беруть участь в чемпіонаті Формули-1 сезону 2024
Рожевим фоном вказані перегони, які не увійшли до заліку Чемпіонату Світу.
| Кількість перемог | Пілот             | Роки                                     |
| ----------------- | ----------------- | ---------------------------------------- |
| 7                 | Міхаель Шумахер   | 1994, 1997, 1998, 2000, 2002, 2003, 2004 |
| 7                 | Льюїс Гамільтон   | 2007, 2010, 2012, 2015, 2016, 2017, 2019 |
| 3                 | Нельсон Піке      | 1982, 1984, 1991                         |
| 3                 | Макс Ферстаппен   | 2022, 2023, 2024                         |
| 2                 | Педро Родрігес    | 1963, 1964                               |
| 2                 | Жакі Ікс          | 1969, 1970                               |
| 2                 | Джекі Стюарт      | 1971, 1972                               |
| 2                 | Алан Джонс        | 1979, 1980                               |
| 2                 | Айртон Сенна      | 1988, 1990                               |
| 2                 | Себастьян Феттель | 2013, 2018                               |

#### Конструктори
Жирним шрифтом виділені команди, які беруть участь в чемпіонаті Формули-1 сезону 2024.
Рожевим фоном вказані перегони, які не увійшли до заліку Чемпіонату Світу.
| Кількість перемог | Конструктор | Рік                                                                                |
| ----------------- | ----------- | ---------------------------------------------------------------------------------- |
| 14                | Ferrari     | 1963, 1964, 1970, 1978, 1983, 1985, 1995, 1997, 1998, 2000, 2002, 2003, 2004, 2018 |
| 13                | McLaren     | 1968, 1973, 1974, 1976, 1988, 1990, 1992, 1999, 2005, 2007, 2010, 2011, 2012       |
| 7                 | Williams    | 1979, 1980, 1986, 1989, 1993, 1996, 2001                                           |
| 5                 | Red Bull    | 2013, 2014, 2022, 2023, 2024                                                       |
| 4                 | Brabham     | 1967, 1969, 1982, 1984                                                             |
| 4                 | Mercedes    | 2015, 2016, 2017, 2019                                                             |
| 2                 | Lotus       | 1961, 1962                                                                         |
| 2                 | Tyrrell     | 1971, 1972                                                                         |
| 2                 | Benetton    | 1991, 1994                                                                         |

### По роках
Рожевим фоном вказані перегони, які не увійшли до заліку Чемпіонату Світу.
| 2024        | Макс Ферстаппен                        | Red Bull Racing-Honda RBPT             | Автодром імені Жиля Вільнева           | Звіт                                   |                                        |                                        |
| 2023        | Макс Ферстаппен                        | Red Bull Racing-Honda RBPT             | Автодром імені Жиля Вільнева           | Звіт                                   |                                        |                                        |
| 2022        | Макс Ферстаппен                        | Red Bull Racing-RBPT                   | Автодром імені Жиля Вільнева           | Звіт                                   |                                        |                                        |
| 2020 – 2021 | Не проводилось через пандемію COVID-19 | Не проводилось через пандемію COVID-19 | Не проводилось через пандемію COVID-19 | Не проводилось через пандемію COVID-19 | Не проводилось через пандемію COVID-19 | Не проводилось через пандемію COVID-19 |
| 2019        | Льюїс Гамільтон                        | Mercedes                               | Автодром імені Жиля Вільнева           | Звіт                                   |                                        |                                        |
| 2018        | Себастьян Феттель                      | Ferrari                                | Автодром імені Жиля Вільнева           | Звіт                                   |                                        |                                        |
| 2017        | Льюїс Гамільтон                        | Mercedes                               | Автодром імені Жиля Вільнева           | Звіт                                   |                                        |                                        |
| 2016        | Льюїс Гамільтон                        | Mercedes                               | Автодром імені Жиля Вільнева           | Звіт                                   |                                        |                                        |
| 2015        | Льюїс Гамільтон                        | Mercedes                               | Автодром імені Жиля Вільнева           | Звіт                                   |                                        |                                        |
| 2014        | Данієль Ріккардо                       | Red Bull-Renault                       | Автодром імені Жиля Вільнева           | Звіт                                   |                                        |                                        |
| 2013        | Себастьян Феттель                      | Red Bull-Renault                       | Автодром імені Жиля Вільнева           | Звіт                                   |                                        |                                        |
| 2012        | Льюїс Гамільтон                        | McLaren-Mercedes                       | Автодром імені Жиля Вільнева           | Звіт                                   |                                        |                                        |
| 2011        | Дженсон Баттон                         | McLaren-Mercedes                       | Автодром імені Жиля Вільнева           | Звіт                                   |                                        |                                        |
| 2010        | Льюїс Гамільтон                        | McLaren-Mercedes                       | Автодром імені Жиля Вільнева           | Звіт                                   |                                        |                                        |
| 2009        | Не проводився                          | Не проводився                          | Не проводився                          | Не проводився                          |                                        |                                        |
| 2008        | Роберт Кубіца                          | BMW-Sauber                             | Автодром імені Жиля Вільнева           | Звіт                                   |                                        |                                        |
| 2007        | Льюїс Гамільтон                        | McLaren-Mercedes                       | Автодром імені Жиля Вільнева           | Звіт                                   |                                        |                                        |
| 2006        | Фернандо Алонсо                        | Renault                                | Автодром імені Жиля Вільнева           | Звіт                                   |                                        |                                        |
| 2005        | Кімі Ряйкконен                         | McLaren-Mercedes                       | Автодром імені Жиля Вільнева           | Звіт                                   |                                        |                                        |
| 2004        | Міхаель Шумахер                        | Ferrari                                | Автодром імені Жиля Вільнева           | Звіт                                   |                                        |                                        |
| 2003        | Міхаель Шумахер                        | Ferrari                                | Автодром імені Жиля Вільнева           | Звіт                                   |                                        |                                        |
| 2002        | Міхаель Шумахер                        | Ferrari                                | Автодром імені Жиля Вільнева           | Звіт                                   |                                        |                                        |
| 2001        | Ральф Шумахер                          | Williams-BMW                           | Автодром імені Жиля Вільнева           | Звіт                                   |                                        |                                        |
| 2000        | Міхаель Шумахер                        | Ferrari                                | Автодром імені Жиля Вільнева           | Звіт                                   |                                        |                                        |
| 1999        | Міка Хаккінен                          | McLaren-Mercedes                       | Автодром імені Жиля Вільнева           | Звіт                                   |                                        |                                        |
| 1998        | Міхаель Шумахер                        | Ferrari                                | Автодром імені Жиля Вільнева           | Звіт                                   |                                        |                                        |
| 1997        | Міхаель Шумахер                        | Ferrari                                | Автодром імені Жиля Вільнева           | Звіт                                   |                                        |                                        |
| 1996        | Деймон Хілл                            | Williams-Renault                       | Автодром імені Жиля Вільнева           | Звіт                                   |                                        |                                        |
| 1995        | Жан Алезі                              | Ferrari                                | Автодром імені Жиля Вільнева           | Звіт                                   |                                        |                                        |
| 1994        | Міхаель Шумахер                        | Benetton-Ford                          | Автодром імені Жиля Вільнева           | Звіт                                   |                                        |                                        |
| 1993        | Алан Прост                             | Williams-Renault                       | Автодром імені Жиля Вільнева           | Звіт                                   |                                        |                                        |
| 1992        | Герхард Бергер                         | McLaren-Honda                          | Автодром імені Жиля Вільнева           | Звіт                                   |                                        |                                        |
| 1991        | Нельсон Піке                           | Benetton- Ford                         | Автодром імені Жиля Вільнева           | Звіт                                   |                                        |                                        |
| 1990        | Айртон Сенна                           | McLaren-Honda                          | Автодром імені Жиля Вільнева           | Звіт                                   |                                        |                                        |
| 1989        | Тьєрі Бутсен                           | Williams-Renault                       | Автодром імені Жиля Вільнева           | Звіт                                   |                                        |                                        |
| 1988        | Айртон Сенна                           | McLaren-Honda                          | Автодром імені Жиля Вільнева           | Звіт                                   |                                        |                                        |
| 1987        | Не проводився                          | Не проводився                          | Не проводився                          | Не проводився                          |                                        |                                        |
| 1986        | Найджел Менсел                         | Williams-Honda                         | Автодром імені Жиля Вільнева           | Звіт                                   |                                        |                                        |
| 1985        | Мікеле Альборето                       | Ferrari                                | Автодром імені Жиля Вільнева           | Звіт                                   |                                        |                                        |
| 1984        | Нельсон Піке                           | Brabham-BMW                            | Автодром імені Жиля Вільнева           | Звіт                                   |                                        |                                        |
| 1983        | Рене Арно                              | Ferrari                                | Автодром імені Жиля Вільнева           | Звіт                                   |                                        |                                        |
| 1982        | Нельсон Піке                           | Brabham-BMW                            | Автодром імені Жиля Вільнева           | Звіт                                   |                                        |                                        |
| 1981        | Жак Лаффіт                             | Ligier-Matra                           | Circuit Île Notre-Dame                 | Звіт                                   |                                        |                                        |
| 1980        | Алан Джонс (гонщик)                    | Williams- Ford                         | Circuit Île Notre-Dame                 | Звіт                                   |                                        |                                        |
| 1979        | Алан Джонс (гонщик)                    | Williams-Ford                          | Circuit Île Notre-Dame                 | Звіт                                   |                                        |                                        |
| 1978        | Жиль Вільньов                          | Ferrari                                | Circuit Île Notre-Dame                 | Звіт                                   |                                        |                                        |
| 1977        | Джоді Шектер                           | Wolf- Ford                             | Мотоспорт Парк                         | Звіт                                   |                                        |                                        |
| 1976        | Джеймс Хант                            | McLaren- Ford                          | Мотоспорт Парк                         | Звіт                                   |                                        |                                        |
| 1975        | Не проводився                          | Не проводився                          | Не проводився                          | Не проводився                          |                                        |                                        |
| 1974        | Емерсон Фаттіпальді                    | McLaren- Ford                          | Мотоспорт Парк                         | Звіт                                   |                                        |                                        |
| 1973        | Пітер Ревсон                           | McLaren- Ford                          | Мотоспорт Парк                         | Звіт                                   |                                        |                                        |
| 1972        | Джекі Стюарт                           | Tyrrell-Ford                           | Мотоспорт Парк                         | Звіт                                   |                                        |                                        |
| 1971        | Джекі Стюарт                           | Tyrrell-Ford                           | Мотоспорт Парк                         | Звіт                                   |                                        |                                        |
| 1970        | Джекі Ікс                              | Ferrari                                | Мон-Трамблан                           | Звіт                                   |                                        |                                        |
| 1969        | Джекі Ікс                              | Brabham-Ford                           | Мотоспорт Парк                         | Звіт                                   |                                        |                                        |
| 1968        | Денні Х'юм                             | McLaren-Ford                           | Мон-Трамбла                            | Звіт                                   |                                        |                                        |
| 1967        | Джек Бремем                            | Brabham-Repco                          | Мотоспорт Парк                         | Звіт                                   |                                        |                                        |
| 1966        | Марк Донах'ю                           | Lola-Chevrolet                         | Мотоспорт Парк                         | Звіт                                   |                                        |                                        |
| 1965        | Джим Холл                              | Chaparral-Chevrolet                    | Мотоспорт Парк                         | Звіт                                   |                                        |                                        |
| 1964        | Педро Родрігес (гонщик)                | Ferrari                                | Мотоспорт Парк                         | Звіт                                   |                                        |                                        |
| 1963        | Педро Родрігес (гонщик)                | Ferrari                                | Мотоспорт Парк                         | Звіт                                   |                                        |                                        |
| 1962        | Мастен Грегорі                         | Lotus-Climax                           | Мотоспорт Парк                         | Звіт                                   |                                        |                                        |
| 1961        | Пітер Раян                             | Lotus-Climax                           | Мотоспорт Парк                         | Звіт                                   |                                        |                                        |